# Lomatia comata
Lomatia comata är en tvåvingeart som beskrevs av Austen 1937. Lomatia comata ingår i släktet Lomatia och familjen svävflugor.
Artens utbredningsområde är Israel. Inga underarter finns listade i Catalogue of Life.